# Maria Sunyer
Maria Sunyer (Palma, † 5 de febrer de 1521) fou una beguina mallorquina i, posteriorment, monja jerònima del Monestir de Santa Elisabet.

## Biografia
Provinent d'una prestigiosa nissaga de mercaders illencs, era filla de Nicolau Sunyer (Palma, † 1463) i Praxedis (Palma, † 1498). El patrimoni dels Sunyer fou repartit en testament, a parts iguals, entre les germanes de Maria: Caterina, Joana i Agnès. Totes elles moriren sense descendència. L'any 1503 Maria Sunyer esdevingué hereva universal d'un ric patrimoni, el qual incloïa l'illa de Sa Dragonera. Maria adquirí també béns de la seva difunta germana Caterina, ja que era hereva universal de la família. Fou la última descendent de la nissaga dels Sunyer.
L'any 1505 Maria feu donació d'una part dels seus béns (inclosa l'illa de Sa Dragonera) al seu cosí Gabriel Martí, amb la supervisió i mediació de Francí Bartomeu (ciutadà), Gabriel Mora (prevere) i Nicolau de Muntanyans, (canonge). Aquests dos últims estaven estretament vinculats al lul·lisme mallorquí, essent també Gabriel Mora el confessor de la beguina Elisabet Cifré. Maria Sunyer començà a partir d'aleshores a desprendre's, a poc a poc, del seu riquíssim patrimoni alhora que s'avesava a la vida beguina.
No hi ha constància durant quant de temps Maria portà una vida de beguina. L'any 1505 ingressà al Monestir de Santa Elisabet de Palma i el 10 de maig de 1506 prometé els vots i esdevingué monja jerònima.
Sor Maria morí el 5 de febrer de 1521 al monestir de Santa Elisabet de Palma.

## Testament
Maria Sunyer dictà testament al desembre del 1505 i nomenà hereu universal al Monestir de Santa Elisabet. Dos dies després ingressà al mateix monestir professant com a monja jerònima.
Finalment, doncs, el monestir fou el receptor de l'herència dels mercaders Sunyer, tot i que amb una sèrie de condicions estipulades en el mateix testament (càrrecs perpetus per a obres pies, manutenció i ajuda a familiars i amics propers, una donació econòmica al convent del Carme, etc.).